# Hestina
Hestina es un género de lepidópteros perteneciente a la familia Nymphalidae. Es originario del este de Asia.

## Especies
- Hestina assimilis
- Hestina dissimilis
- Hestina divona
- Hestina japonica
- Hestina jermyni
- Hestina mena
- Hestina mimetica
- Hestina nama, Circe
- Hestina namoides
- Hestina risna
- Hestina nicevillei
- Hestina ouvradi
- Hestina persimilis
- Hestina waterstradti